# Amalia Kapłoniak

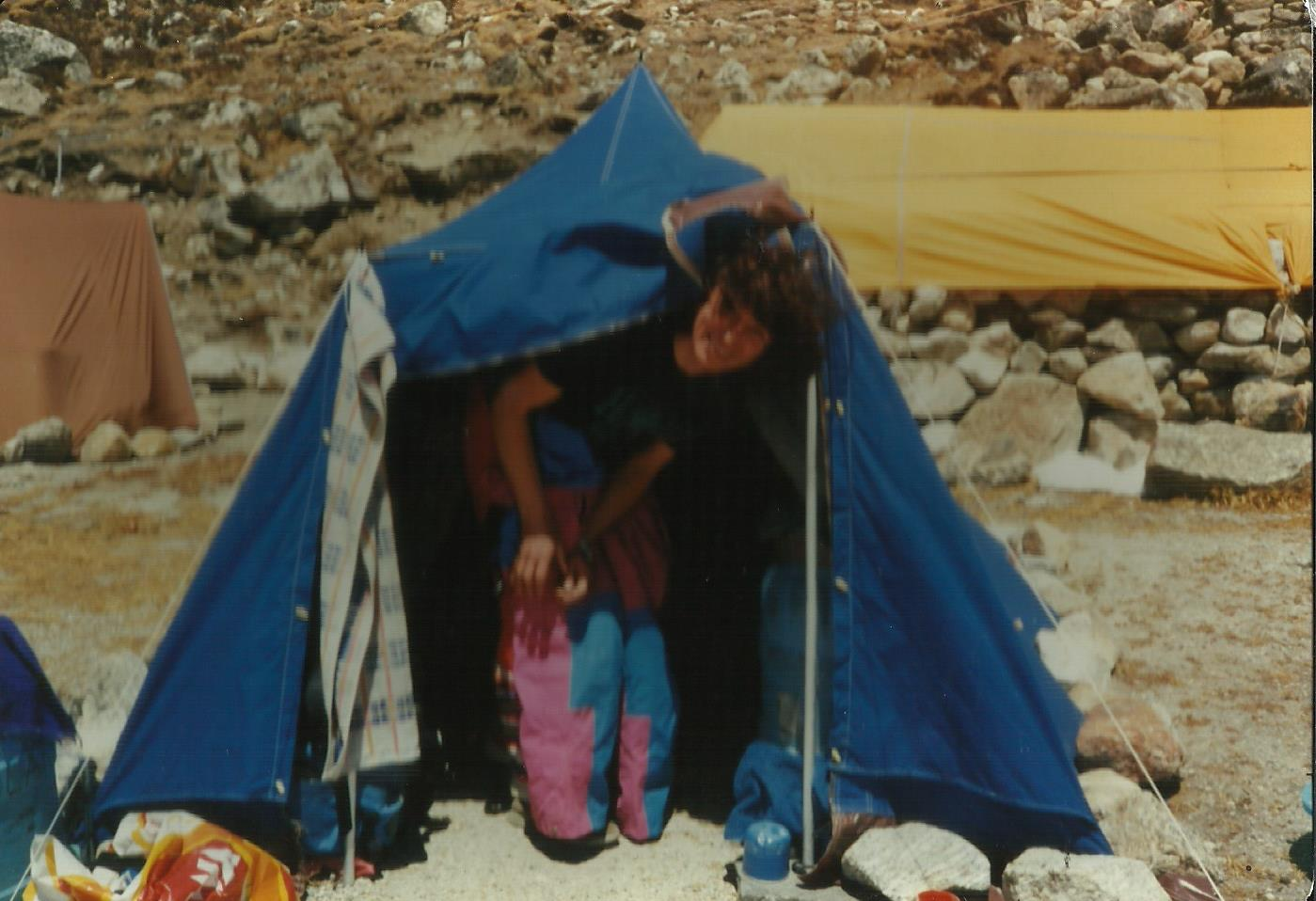
Amalia Kaploniak w obozie Kanchenjunga w 1990 roku.

Amalia Kapłoniak (ur. 10 stycznia 1956 w Wadowicach) – polska alpinistka. Jako pierwsza Polka i 21. kobieta na świecie otrzymała Śnieżną Panterę w wersji z czterema siedmiotysięcznikami: Pik Komunizmu (7495 m), Chan Tengri (7010 m), Pik Lenina (7134 m) i Pik Korżeniewskiej (7105 m) w 1989 roku. Kolejne edycje wyzwania obejmowały Jengish Chokusu (Pik Pobiedy). Wówczas ze względu na kwestie graniczne między Związkiem Radzieckim a Chinami istniały ograniczenia w uzyskaniu pozwolenia na wspinaczkę na Pik Pobiedy. W 1990 roku Amalia Kapłoniak dołączyła do ekspedycji mającej na celu zdobycie północnej ściany Kangchenjunga (कञ्चनजङ्घा), trzeciej najwyższej góry świata o wysokości 8586 m. W skład zespołu wyprawy kierowanej przez Annę Czerwińską wchodzili hiszpańscy alpiniści Koldo Aldaz, Juan Tomás, Juan Cebriain, Pedro Larregui i Iñaki Ochoa de Olza oraz troje Polaków: Krystyna Palmowska, Jolanta Patynowska i dr Ryszard Długołęcki.